# International Council for the Exploration of the Sea
De International Council for the Exploration of the Sea (ICES) is een organisatie die zich bezig houdt met onderzoek en advies aangaande exploitatie en bescherming van de zee, in het bijzonder visserij in het noordelijk deel van de Atlantische Oceaan, inclusief de Oostzee en Noordzee. ICES heeft haar hoofdkwartier in Kopenhagen (Denemarken) en beschikt over een internationale staf van enkele tientallen personen voor wetenschappelijke, administratieve en secretariële ondersteuning van de ICES-gemeenschap.
De organisatie werd opgericht op 22 juli 1902 in Kopenhagen en is de oudste intergouvernementele wetenschappelijke organisatie ter wereld.

## Functies
ICES is opgezet als een multidisciplinair wetenschappelijk forum en heeft drie doelstellingen. 
1. De uitwisseling en overdracht van allerhande informatie betreffende mariene wetenschappen voor zover deze betrekking heeft op het werkgebied.
2. De promotie en coördinatie van marien onderzoek van wetenschappers uit de lidstaten betreffende dit deel van de zee.
3. Het geven van onbevooroordeelde adviezen aan nationale en internationale organen over het gebruik en beheer van deze regio.

## Leden
ICES is opgericht door Denemarken, Finland, Duitsland, Nederland, Noorwegen, Zweden, Rusland en  Groot-Brittannië. 
Heden heeft ICES naast deze acht landen als lid België, Canada, Estland, Frankrijk, IJsland, Ierland, Letland, Litouwen, Polen, Portugal, Spanje en de USA. Waarnemers zijn Australië, Chili, Griekenland, Peru en Zuid-Afrika.